# 花のロクイチ組
花のロクイチ組（はなのろくいちぐみ）は、大相撲において昭和61年度生まれ（昭和61年4月2日から昭和62年4月1日までに生まれた世代）の、関取となった以下の力士の総称である。彼らよりちょうど10年前に生まれた「花のゴーイチ組」（昭和51年・1976年生まれ、元大関の千代大海龍二・栃東大裕・琴光喜啓司など）に由来する。十両以上の花のロクイチ組は以下の15人である。（太字は2024年9月24日時点で現役の力士）
- 稀勢の里寛（第72代横綱、現在年寄・二所ノ関）：昭和61年7月3日生まれ
- 豪栄道豪太郎（第245代大関、現在年寄・武隈）：昭和61年4月6日生まれ
- 碧山亘右（最高位関脇、現在年寄・岩友）：昭和61年6月19日生まれ
- 勢翔太（最高位関脇、現在年寄・春日山）：昭和61年10月11日生まれ
- 妙義龍泰成（最高位関脇、現在年寄・振分）：昭和61年10月22日生まれ
- 魁聖一郎（最高位関脇、現在年寄・友綱）：昭和61年12月18日生まれ
- 宝富士大輔（最高位関脇）：昭和62年2月18日生まれ
- 栃煌山雄一郎（最高位関脇、現在年寄・清見潟）：昭和62年3月9日生まれ
- 臥牙丸勝（最高位小結）：昭和62年2月23日生まれ
- 北磻磨聖也（最高位前頭15枚目）：昭和61年7月28日生まれ
- 荒鷲毅（最高位前頭2枚目）：昭和61年8月21日生まれ
- 德勝龍誠（最高位前頭2枚目、現在年寄・千田川）：昭和61年8月22日生まれ
- 皇風俊司（最高位前頭13枚目）：昭和61年9月23日生まれ
- 鳰の湖真二（最高位前頭16枚目）：昭和61年12月16日生まれ
- 魁猛（最高位十両10枚目）：昭和61年4月5日生まれ

平成の大横綱と呼ばれる白鵬翔（日本の学年では2つ上）が長きにわたって活躍した影響もあって、花の六三組に比べると大関以上の昇進者は少ないが、三役に昇進した力士は比較的多い。一方、モンゴル出身者からは遂に三役昇進者は誕生しなかった。因みに、花のロクイチ組の多くは近畿地方出身者である。
すでに多くの力士が引退し、稀勢の里、豪栄道はすでに部屋の師匠として活動している。
高校相撲や学生相撲の出身者や外国人枠を使って入門した力士が多く、昭和61年度に生まれた力士の中からは出世の速い関取が多く誕生した。このうち稀勢の里、豪栄道、德勝龍の3名が幕内最高優勝を果たし、栃煌山は優勝決定戦への進出経験がある。
次の世代は平成4年度生まれの力士たちが該当し、「花のヨン組」と呼ばれている。
この世代はほかのスポーツでも国際的に活躍した黄金世代で、野球は日米で好成績を上げたダルビッシュ有、サッカーもFIFAワールドカップで3大会連続ゴールの本田圭佑、スピードスケートで金メダルを取った小平奈緒などがいる。